# Niall Campbell (10e duc d'Argyll)
Niall Diarmid Campbell, 10e et 3e duc d'Argyll (16 février 1872 - 20 août 1949) est un pair et un historien écossais.

## Biographie
Campbell est le fils du capitaine Archibald Campbell, deuxième fils de George Campbell (8e duc d'Argyll), et de son épouse Janey Sevilla Callander de Craigforth et Ardkinglas, fille de James Henry Callander. Son oncle est Colin Campbell et sa tante par alliance est la princesse Louise, duchesse d'Argyll. Il fait ses études à la St George's School d'Ascot et est ensuite allé à la Charterhouse School dans le Surrey.
Campbell étudie à Christ Church, Oxford, où il obtient un baccalauréat ès arts en 1896. Il est admis au Middle Temple le 1er novembre 1894 et se retire sans être appelé au Barreau en 1917. En 1914, il succède à son oncle John Campbell, 9e duc d'Argyll dans ses divers titres et charges héréditaires.
À la suite de son héritage, Campbell devient colonel honoraire du 8e bataillon, Argyll et Sutherland Highlanders jusqu'à sa retraite en 1929. Il est également colonel honoraire du 15e (canadien) Argyll Light Infantry . Il est lieutenant adjoint de 1914 et est nommé Lord Lieutenant du Argyllshire en 1923, un poste qu'il occupe jusqu'à sa mort en 1949. Son siège est le château d'Inveraray, Argyll, et est inhumé à l'église paroissiale de Kilmun.

## Vie privée
Désigné comme « le duc le plus pittoresque d'Écosse », Campbell détestait les téléphones et les voitures à moteur et se livrait à des comportements excentriques, notamment en accueillant les touristes avec des récitals d'opéras italiens. Il passe ses dernières années dans ce qu'on appelait « l'isolement monastique ».
Craignant que l'excentricité venant de sa mère puisse être héritée, il ne s'est jamais marié et est mort sans enfant en 1949.
Il est remplacé comme duc par son cousin issu de germain, Ian Campbell, un petit-fils du troisième fils du 8e duc.